# Singles (CoCoのアルバム)
『Singles』は、CoCoの3枚目のベスト・アルバム。1994年8月3日にポニーキャニオンから発売された。全シングルをリリース順に収録している。ブックレットにはジャケット未公開写真が掲載されている。

## 収録曲
1. EQUALロマンス
作詞：及川眠子／作曲：山口美央子／編曲：中村哲
2. はんぶん不思議
作詞：及川眠子／作曲：岩田雅之／編曲：有賀啓雄
3. 夏の友達
作詞：和泉ゆかり／作曲：山口美央子／編曲：亀田誠治
4. ささやかな誘惑
作詞：及川眠子／作曲：都志見隆／編曲：中村哲
5. Live Version
作詞：田口俊／作曲：都志見隆／編曲：中村哲
6. Newsな未来
作詞：及川眠子／作曲・編曲：羽田一郎
7. 無敵のOnly You
作詞：及川眠子／作曲：羽田一郎／編曲：有賀啓雄
8. 夢だけ見てる
作詞：森本抄夜子／作曲：朝倉紀幸／編曲：十川知司
9. だから涙と呼ばないで
作詞：森本抄夜子／作曲：羽田一郎／編曲：亀田誠治
10. 夏空のDreamer
作詞：森本抄夜子／作曲：朝倉紀幸／編曲：亀田誠治
11. 横浜Boy Style
作詞：及川眠子／作曲・編曲：後藤次利
12. ちいさな一歩で
作詞：森本抄夜子／作曲：朝倉紀幸／編曲：澤近泰輔
13. 恋のジャンクション
作詞：及川眠子／作曲：川上明彦／編曲：亀田誠治
14. You're my treasure〜遠い約束
作詞：森本抄夜子／作曲：羽田一郎／編曲：亀田誠治